# 李宏伟 (1964年)
李宏伟（1964年7月—），中华人民共和国政治人物，河南郑州人。1981年参加工作，1986年加入中国共产党，曾担任过三门峡市灵宝市市委书记。2017年8月31日落马，2018年4月14日被河南省延津县人民法院以受贿罪，行贿罪判处有期徒刑十一年。其继任者为孙淑芳。